# Romulea pratensis
Romulea pratensis är en irisväxtart som beskrevs av M.P.de Vos. Romulea pratensis ingår i släktet Romulea och familjen irisväxter. Inga underarter finns listade i Catalogue of Life.